# Wedderkop
Wedderkop, även von Wedderkop, är en tysk och svensk adelsätt, som enligt traditionen härstammar från Geldern. Den utslocknade på svärdssidan med jägmästaren Magnus von Wedderkop den 17 april 1891.

## Personer med efternamnet Wedderkop
- Magnus von Wedderkop (1637–1721)
- Cordelia von Wedderkop
- Adèle von Wedderkop